# Freno di stazionamento

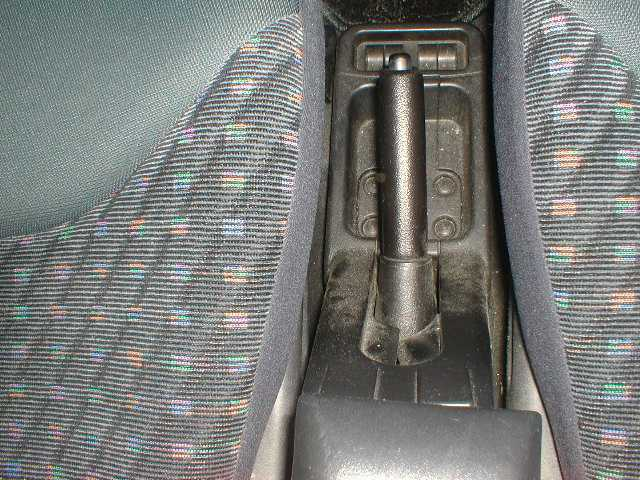
Classica leva del freno di stazionamento.

Il freno di stazionamento (detto anche freno a mano) è il freno presente sugli autoveicoli che permette di bloccare il veicolo durante le soste o quando si effettuano partenze in salita.

## Funzionamento
Il suo funzionamento può essere basato su tiranti metallici (a filo o aste) o su un meccanismo idraulico, mentre l'azionamento può essere manuale (principalmente a leva) o a pulsante elettronico, se non addirittura completamente automatico.

### Manuale
È quasi sempre di tipo meccanico e aziona i freni posteriori del veicolo tramite dei tiranti che vengono azionati quando si tira l'apposita leva, che può avere varie forme ed è posta all'interno dell'abitacolo. Più raramente può agire sulle ruote anteriori, come sulle prime Autobianchi A112 e sulle Citroën GS e 2CV, ma è un sistema praticamente non più in uso (richiedeva la presenza di un cuneo metallico o di legno per bloccare la vettura in caso di sostituzione di uno pneumatico altrimenti questa cadeva dal cric). In alternativa l'azionamento può avvenire tramite un pedale, di solito posto alla sinistra e distanziato dagli altri pedali e con lo sgancio manuale per mezzo di una manopola posta all'altezza del cruscotto, sistema per esempio utilizzato su molte autovetture Mercedes-Benz.
La sua adozione in ambito automobile ha visto un progressivo abbandono, nel 2018 era presente sul 37% dei modelli nuovi, mentre nel 2023 era presente nel 9% dei modelli nuovi

### Elettronico
Esiste da anni, in particolare su modelli di auto dal livello medio/alto in su, il freno di stazionamento elettronico (specie abbinato a cambio automatico): in questo caso l'attuatore (che agisce sulle pinze freno posteriori e, in certi modelli, anche anteriori) non è meccanico, ma è controllato da una centralina elettronica. Invece della leva a mano, questo sistema (a volte denominato freno elettrico) è attivabile mediante un tasto.

## Utilizzo

Spia freno a mano inserito

Spia malfunzionamento freni, utilizzata anche per il freno inserito

Secondo il Regolamento di esecuzione e di attuazione del nuovo codice della strada, l'inserimento del freno a mano in sosta è sempre obbligatorio, anche su percorsi in piano. Su percorsi inclinati è inoltre obbligatorio ingranare la marcia opposta al verso della discesa (con cambio automatico inserire il dispositivo di arresto spostando la leva su P), e sterzare completamente le ruote in direzione opposta al centro della strada. 
Oltre all'utilizzo durante le soste prolungate, il freno di stazionamento è d'ausilio anche nella normale circolazione, in occasione di fermate lungo un percorso non in piano. Il suo utilizzo può agevolare la manovra di ripartenza in salita, senza obbligare a un rapido innesto della frizione dopo il rilascio del freno a pedale, e viene consigliato a chi tende a utilizzare erroneamente la frizione per mantenere bloccato l'automezzo.
Questa funzione di ausilio delle partenze in salita, su vetture di recente costruzione, è stata sovente sostituita da un apparecchio non meccanico, definito hill holder.
Dato che l'incompleto rilascio del freno di stazionamento alla partenza, e il suo accidentale inserimento durante la normale circolazione possono risultare molto pericolosi, nella strumentazione di ogni veicolo è presente una caratteristica spia di colore rosso che ricorda il suo disinserimento al guidatore, spesso abbinata ad un allarme sonoro.

## In ambito sportivo
Nei rally e nelle competizioni sportive di vetture derivate dalla serie, viene sfruttato (nella sua variante manuale) per obbligare un comportamento sovrasterzante dell'auto e, di conseguenza, stringere al massimo le curve a gomito, facendola slittare sulle ruote posteriori.
Tale manovra è in ogni caso sconsigliata, e proibita dal codice della strada, al di fuori delle competizioni.
Un ulteriore utilizzo del freno di stazionamento lo si può trovare nel cosiddetto "drifting".

## Utilizzo ferroviario

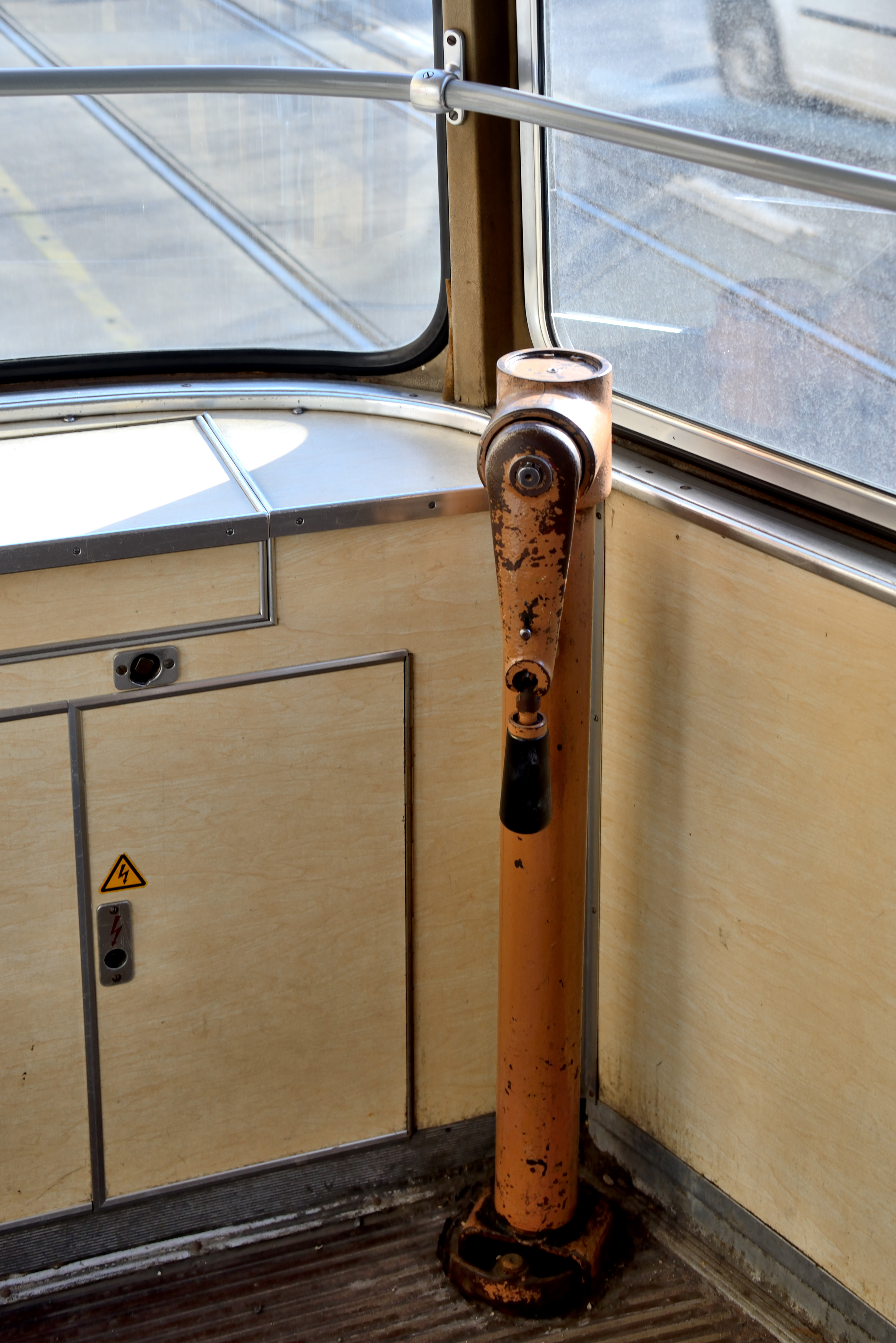
Freno a mano con azionamento tramite manovella su un veicolo tranviario

In ambito ferroviario, il freno di stazionamento è realizzato meccanicamente in parallelo al normale freno di servizio e viene rilasciato tramite appositi tiretti (per consentire il traino) o tramite l'aria del sistema frenante (durante il normale servizio). Non tutti i dischi dei freni vengono forniti di un freno di stazionamento, ma solamente il numero necessario a impedire il movimento della carrozza sulla pendenza massima e con il massimo carico.